# Geddy Lee
Geddy Lee OC, född Gary Lee Weinrib den 29 juli 1953 i Toronto i Kanada, är en kanadensisk musiker (sångare, basist och keyboardist) för den progressiva rockgruppen Rush. 
Geddy Lee föddes i Willowdale, Ontario i Kanada och växte upp som son till polska föräldrar som överlevt de nazistiska koncentrationslägren Dachau och Bergen-Belsen. Lees artistnamn (och senare juridiska namn) "Geddy" kom från hans mormors tungt accenterade uttal av hans förnamn "Gary".
År 2004 intervjuades Lee av Canadian Jewish News där han berättade om sina tankar kring sin moders och sitt eget judiska arv.
Som erkänd musiker har Lees stil, teknik och virtuositet på basgitarr visat sig inflytelserikt inom heavy metal-genren, där han har inspirerat (enligt deras egna utsagor) sådana basspelare såsom Steve Harris från Iron Maiden, John Myung från Dream Theater, Les Claypool från Primus, Cliff Burton från Metallica, och ett stort flertal andra.
Lees första soloalbum, My Favourite Headache, släpptes år 2000. Förutom hans bidrag till komponerandet, arrangeringen och framträdanden med Rush har han även producerat album för flera andra band, däribland Rocket Science och han deltog även i inspelningen av "O Canada" (tillsammans med Alex Lifeson som framfördes på soundtracket till filmen South Park. Geddy Lee kan även höras sjunga på sången "Take Off" med the McKenzie Brothers (Rick Moranis och Dave Thomas) på ett komedialbum från 1981 The Great White North: Bob and Doug McKenzie. Sången blev en mindre hit.
Geddy är även ett stort fan av baseboll och framförde "O Canada" vid 1993 års all star-match i Major League Baseball samt övade basebollslag med California Angels (omkring 1992).
Tillsammans med sina kolleger Alex Lifeson och Neil Peart utnämndes Lee till Officer of the Order of Canada den 9 maj 1996.  Trion var de första rockmusiker som erhöll denna utmärkelse.

## Instrument
Trots att han har varierat sin utrustning från tid till tid (bl.a. experimenterat med Steinberger och Wal basgitarrer), så har Lee länge favoriserat Rickenbackers basgitarrer (speciellt 4001-modellen som han använder till stor del i studio och liveuppträdanden genom hela 1970-talet och tidiga 1980-talet fram till albumet Signals) och Fender Jazz basgitarrer. År 2002, släppte Fender sin Geddy Lee Jazz Bass, en jazzbas byggd enligt Lees specifikationer och som han nu använder på sina turnéer. Förutom ett flertal estetiska förändringar har instrumentet uppgraderade vintageaktiga mikrofoner och ett BadAss II-stall.

## Utmärkelser
- Bass Hall of Fame - Guitar Player Magazine
- 6-faldig vinnare: "Bästa rockbas" - Guitar Player Magazine
- 1993 - "Bästa rockbasspelare" Bass Players läsarundersökning
- Asteroiden 12272 Geddylee är uppkallad efter honom.[2]